# Limeux (Somme)
Limeux és un municipi francès situat al departament del Somme i a la regió dels Alts de França. L'any 2007 tenia 139 habitants.

## Demografia

### Població

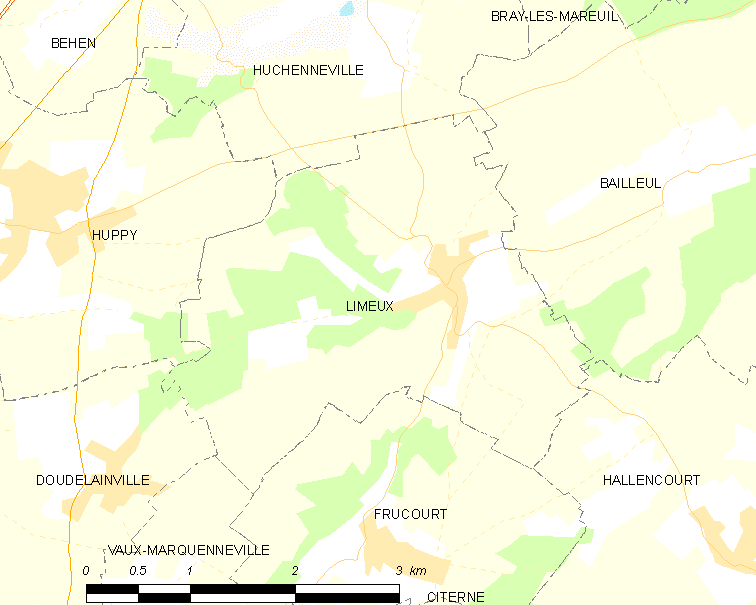
mapa del municipi

El 2007 la població de fet de Limeux era de 139 persones. Hi havia 48 famílies de les quals 16 eren unipersonals (16 dones vivint soles i 16 dones vivint soles), 12 parelles sense fills i 20 parelles amb fills.
La població ha evolucionat segons el següent gràfic:
Habitants censats

### Habitatges

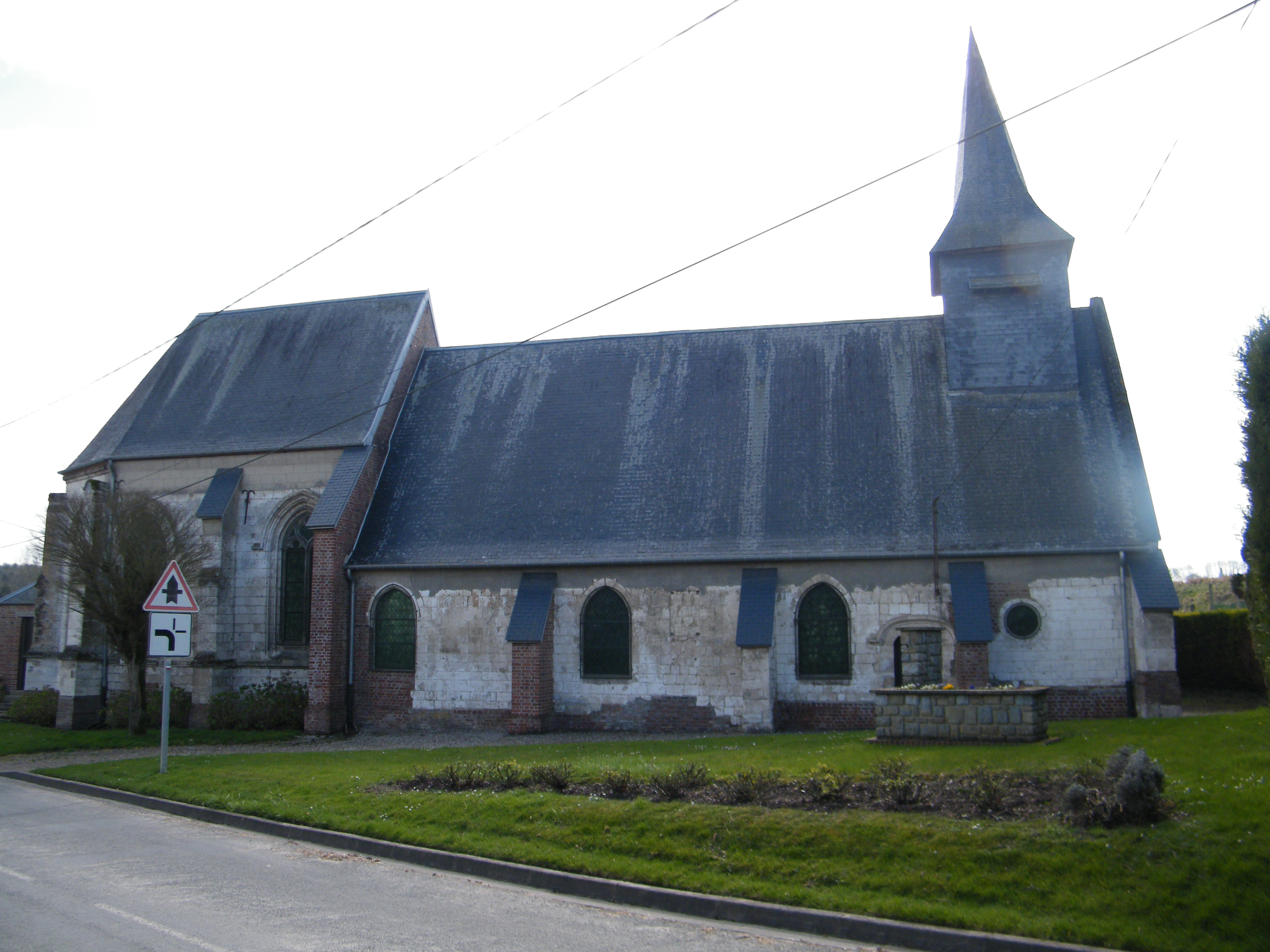
església

El 2007 hi havia 65 habitatges, 55 eren l'habitatge principal de la família, 7 eren segones residències i 3 estaven desocupats. Tots els 64 habitatges eren cases. Dels 55 habitatges principals, 49 estaven ocupats pels seus propietaris, 5 estaven llogats i ocupats pels llogaters i 1 estava cedit a títol gratuït; 3 tenien tres cambres, 17 en tenien quatre i 35 en tenien cinc o més. 40 habitatges disposaven pel capbaix d'una plaça de pàrquing. A 22 habitatges hi havia un automòbil i a 23 n'hi havia dos o més.

### Piràmide de població

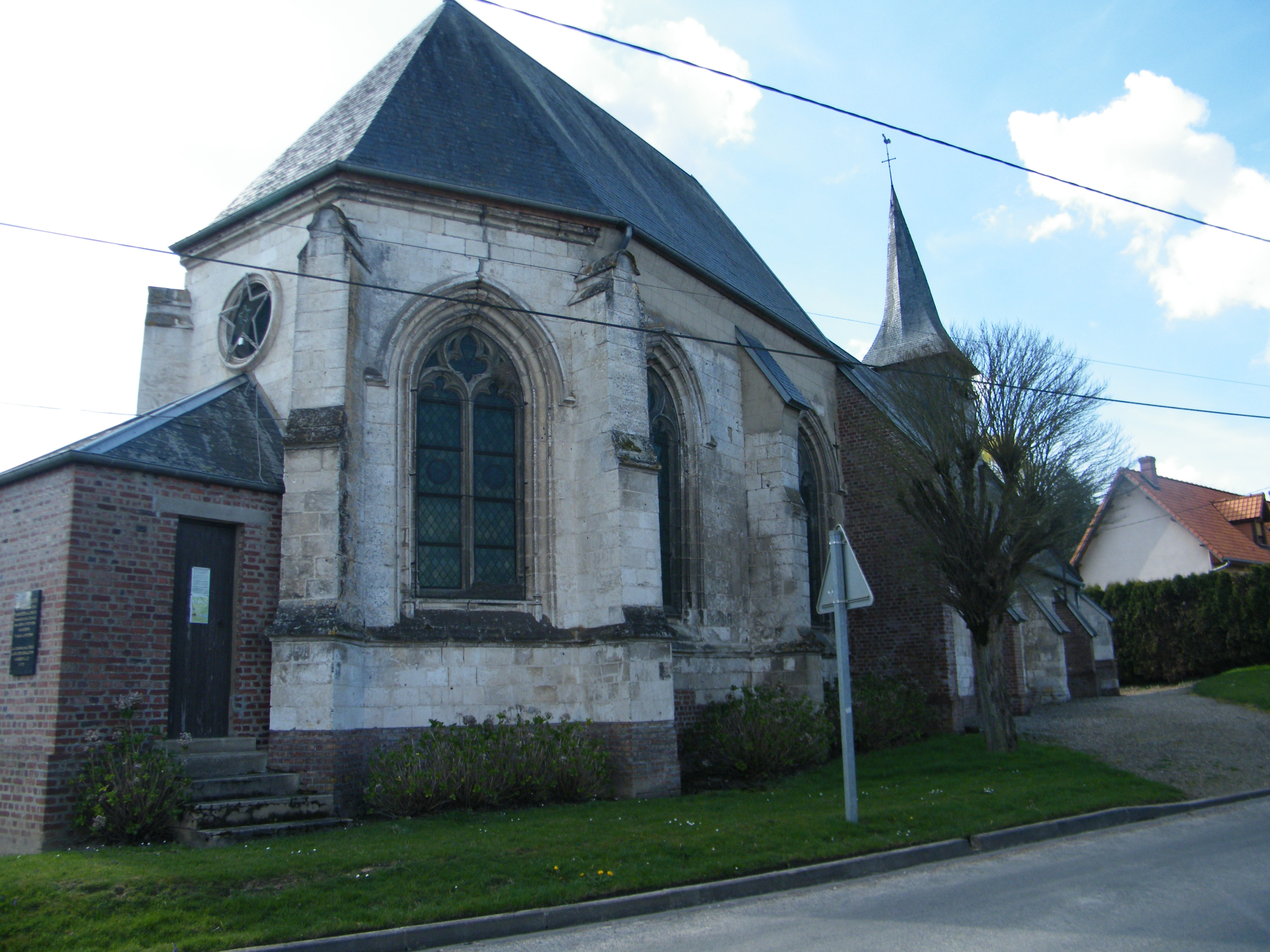

La piràmide de població per edats i sexe el 2009 era:
| Homes | Edats   | Dones |
| ----- | ------- | ----- |
| 0     | 95 o +  | 0     |
| 0     | 90 a 94 | 0     |
| 1     | 85 a 89 | 0     |
| 1     | 80 a 84 | 2     |
| 2     | 75 a 79 | 3     |
| 4     | 70 a 74 | 6     |
| 3     | 65 a 69 | 6     |
| 2     | 60 a 64 | 7     |
| 1     | 55 a 59 | 1     |
| 9     | 50 a 54 | 6     |
| 4     | 45 a 49 | 6     |
| 4     | 40 a 44 | 3     |
| 3     | 35 a 39 | 5     |
| 6     | 30 a 34 | 3     |
| 5     | 25 a 29 | 4     |
| 1     | 20 a 24 | 3     |
| 3     | 15 a 19 | 5     |
| 4     | 10 a 14 | 3     |
| 4     | 5 a 9   | 5     |
| 3     | 0 a 4   | 3     |

## Economia

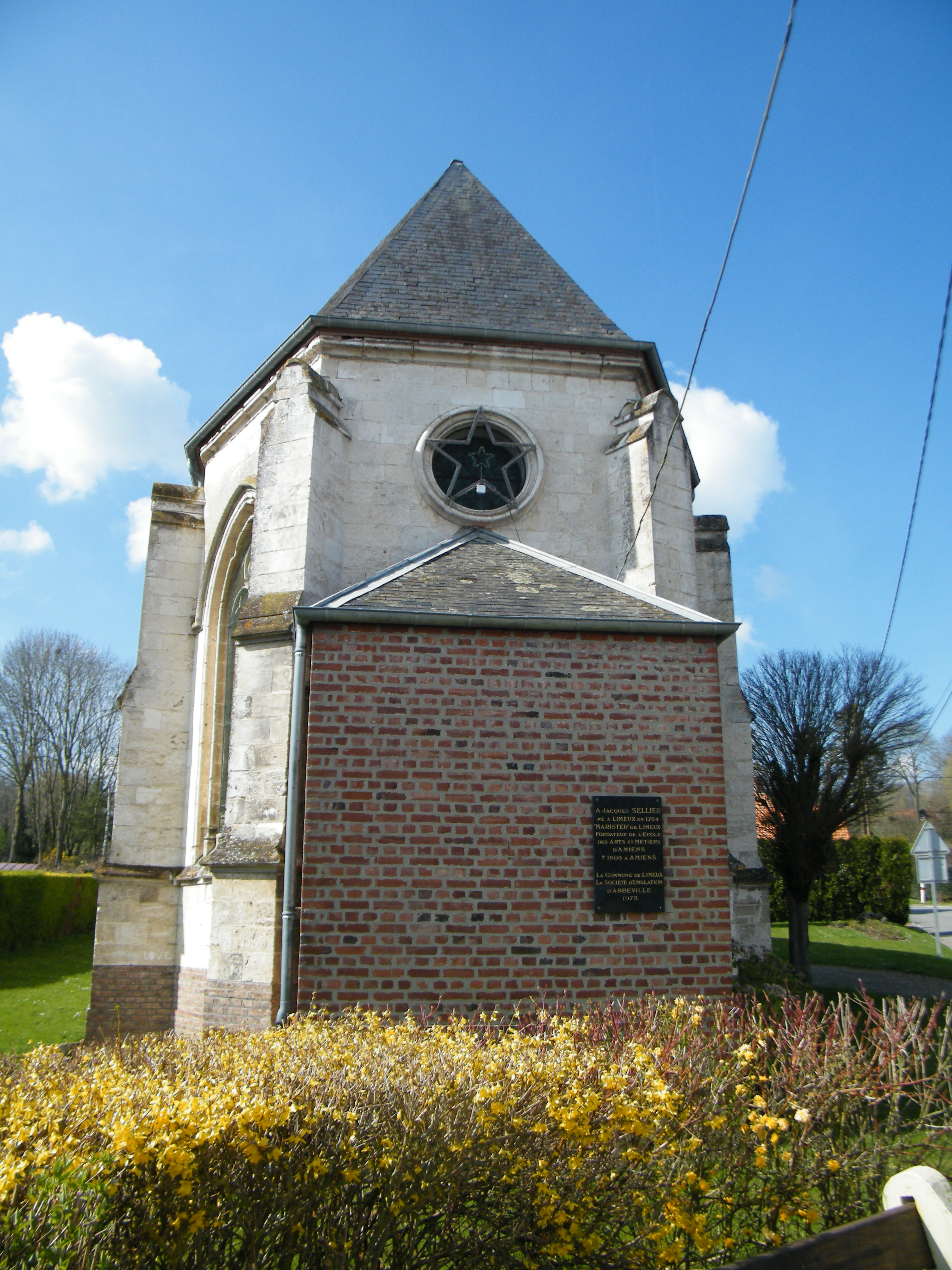

El 2007 la població en edat de treballar era de 83 persones, 57 eren actives i 26 eren inactives. De les 57 persones actives 51 estaven ocupades (27 homes i 24 dones) i 6 estaven aturades (3 homes i 3 dones). De les 26 persones inactives 11 estaven jubilades, 9 estaven estudiant i 6 estaven classificades com a «altres inactius».

### Ingressos

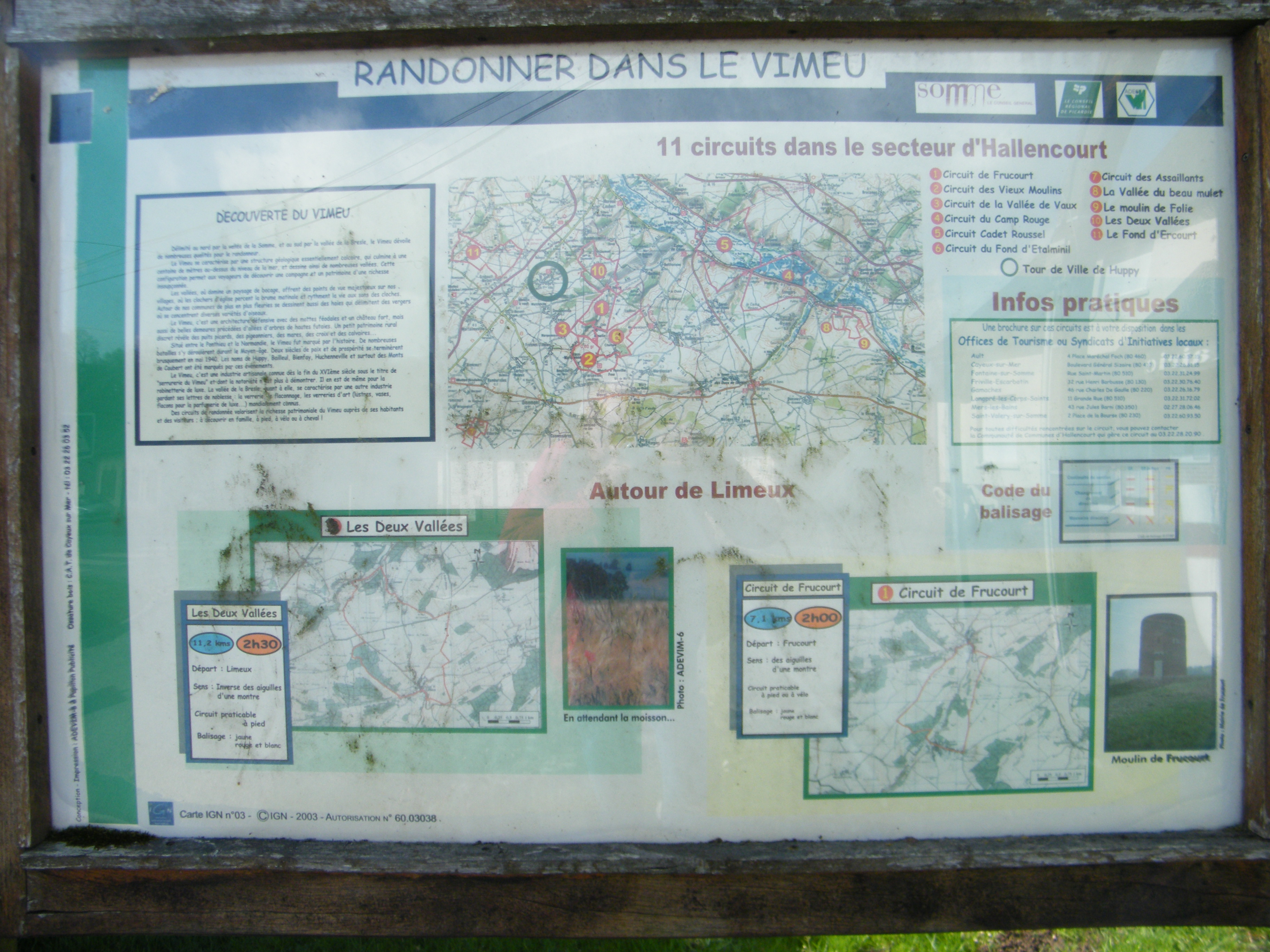

El 2009 a Limeux hi havia 55 unitats fiscals que integraven 138 persones, la mediana anual d'ingressos fiscals per persona era de 15.976,5 €.

### Activitats econòmiques
L'únic establiment que hi havia el 2007 era d'una empresa de construcció.
L'únic servei als particulars que hi havia el 2009 era un electricista.

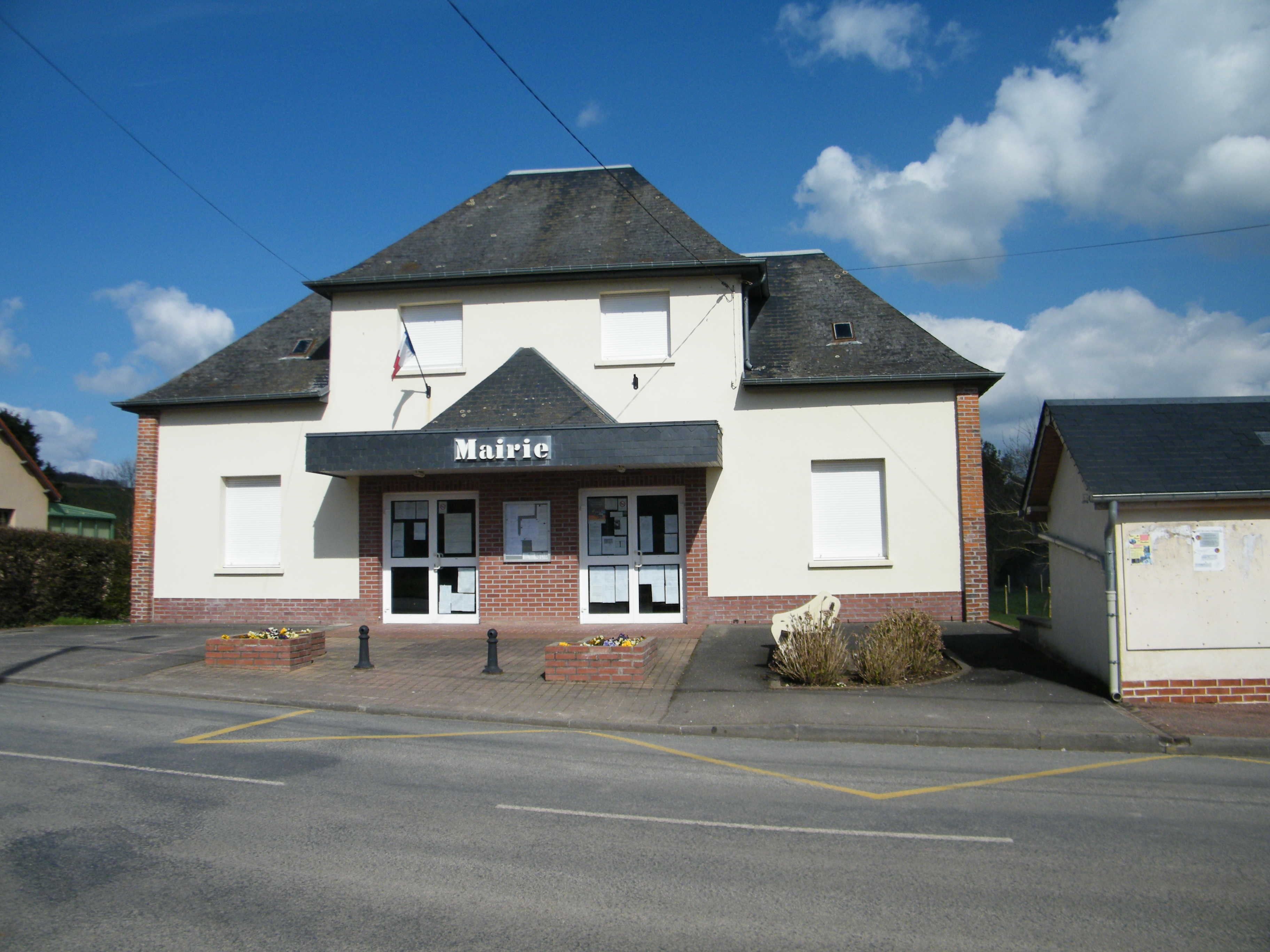

L'any 2000 a Limeux hi havia 8 explotacions agrícoles que ocupaven un total de 310 hectàrees.

## Poblacions més properes

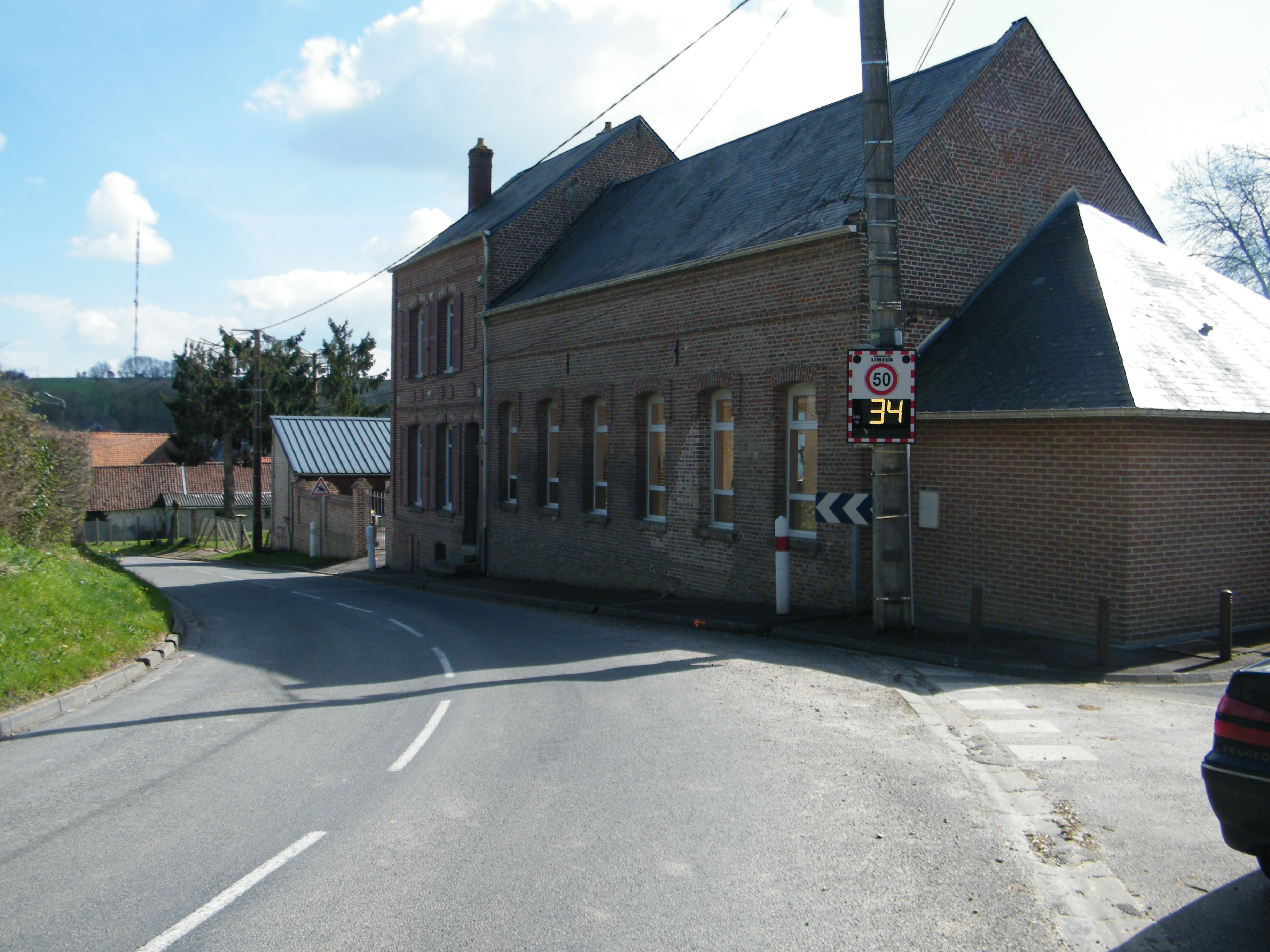

El següent diagrama mostra les poblacions més properes.